# Ghiacciaio Boyer
Il ghiacciaio Boyer è un ghiacciaio lungo circa 7 km situato nella parte nord-occidentale della Dipendenza di Ross, nell'Antartide orientale. Il ghiacciaio Boyer, il cui punto più alto si trova a circa 700 m s.l.m., si trova sulla costa di Borchgrevink, nella parte sud-orientale delle dorsale dell'Alpinista, dove fluisce verso nord-est a partire dal versante da un punto poco distante dall'estremità settentrionale della cresta Gauntlet fino ad unire il proprio flusso a quello del ghiacciaio Mariner.

## Storia
Il ghiacciaio Boyer è stato mappato da membri dello United States Geological Survey (USGS) grazie a fotografie aeree scattate dalla marina militare statunitense nel periodo 1960-64, e così battezzato dal Comitato consultivo dei nomi antartici in onore di Jack W. Boyer, un tecnico radio della USN di stanza presso la stazione Hallett nel 1962.